# Hitobashira
Hitobashira (人柱 pilar humano?), practicado antiguamente en Japón, es un sacrificio humano, donde el sacrificado es enterrado vivo debajo de o cerca de edificios de gran escala como diques, puentes, y castillos, como una oración u ofrenda a los dioses para que el edificio no sea destruido por desastres naturales como inundaciones o por ataques enemigos. Las víctimas sacrificiales solían ser voluntarios, de casta samurái, quienes ofrendaban su vida en honor a su señor.

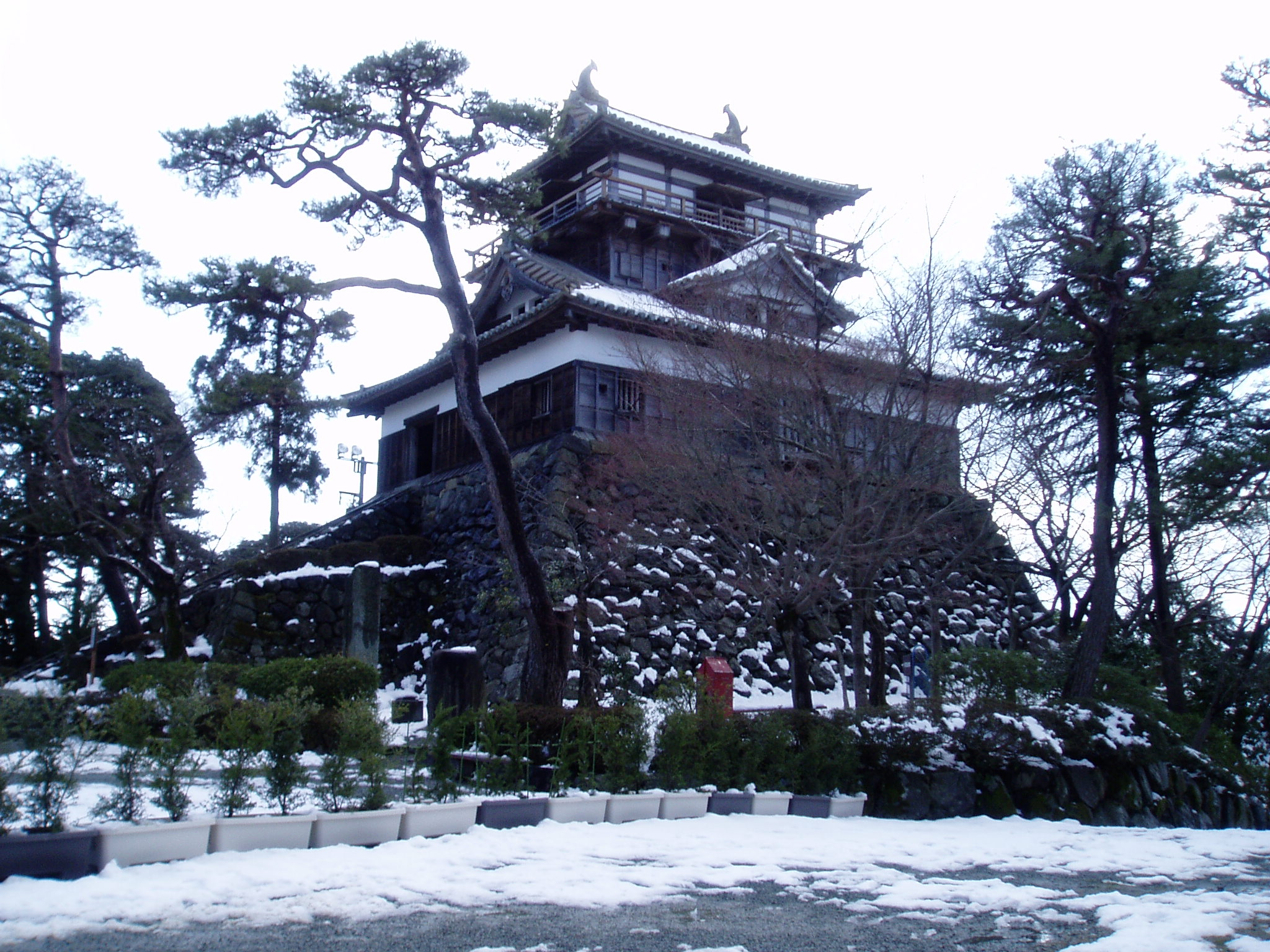
Castillo Maruoka, que se cree está fundado sobre un sacrificio hitobashira.

Empezó con los sacrificios humanos durante la construcción de los Kofun (tumbas aristocráticas), y han quedado tradiciones de ello en varias partes de Japón. La primera mención de este ritual se encuentra en el Nihonshoki, antigua colección de textos escritos en chino clásico, que reseñan la historia oficial del Japón desde el año 681. Allí se preserva la historia del emperador japonés Nintoku (257-399), quien llevó a un gran desarrollo la agricultura, mediante obras hidráulicas. Habiendo ordenado construir un dique para evitar el desbordamiento de un río, una parte de este se había derrumbado. El emperador Nintoku tuvo un sueño, en donde un dios le aconsejó que sacrificara a dos personas y así calmar al dios del río.
En la actualidad, ya no se practica hitobashira como ritual en la construcción, habiendo sido estos sacrificios comunes en Japón hasta el siglo XVI, pero se conserva el concepto, pues también se les llama hitobashira a los obreros enterrados vivos accidentalmente en trabajos bajo condiciones inhumanas y de escasa seguridad.
Algunos ejemplos arquitectónicos son el castillo Maruoka, el puente Eshima Ohashi y el castillo Matsue.
Rituales similares se practicarían hoy en día en algunas regiones de Hispanoamérica, como Bolivia, o el norte de la Argentina. Es reconocida la historia que dio vida a la película El cementerio de los elefantes, que muestra que en Bolivia un hombre se embriagó, murió, su cadáver fue comprado por un albañil para ser sepultado en un terreno en el que construía una casa. En la zona, se denunció en reiteradas ocasiones que bajo el mismo objetivo dentro de un ritual se sepultan fetos humanos en el inicio de una construcción.